# 韩堂站
韩堂站是位于河南省南阳市王村乡的一个铁路车站，邮政编码473064。车站建于1970年，有焦柳铁路经过该站，现仅办理货运业务，不办理客运业务。车站距离月山站385公里，隶属中国铁路郑州局集团，是四等站，本站及相邻上下行区间均为电气化区段。